# Tonnerre Yaoundé
Tonnerre Yaoundé is een Kameroense voetbalclub uit de hoofdstad Yaoundé. De club werd in 1934 opgericht. Thuiswedstrijden worden gespeeld in het stadion Omnisports Ahmadou-Ahidjo dat een capaciteit heeft van 65 000 toeschouwers. In 2008 degradeerde de club uit de hoogste klasse. In 2012 kon de club weer promoveren. De club eindigde op een degradatieplaats, maar werd gespaard van degradatie door een competitie-uitbreiding. In 2015 volgde een nieuwe degradatie en na drie seizoenen in de tweede klasse slaagde de club er weer in te promoveren. 

## Erelijst
- African Cup Winners' Cup: 1975
- Première Division: 1981, 1983, 1984, 1987, 1988
- Cameroon Cup/Coupe du Cameroun: 1958, 1974, 1987, 1989, 1991

## Bekende ex-spelers
- Patrice Abanda
- Roger Milla
- Rigobert Song
- Bernard Tchoutang
- George Weah